# Mike ter Maat
Mike ter Maat (ur. 1961) – amerykański ekonomista, policjant, kandydat Partii Libertariańskiej w wyborach parlamentarnych w 2022 roku i w wyborach prezydenckich w 2024 roku.

## Wczesne życie i edukacja
Urodził się w 1961 roku. Studiował na Rensselaer Polytechnic Institute. W 1983 roku zdobył stopień Bachelor’s degree z inżynierii lotniczej i kosmicznej, a w 1983 roku Master of Business Administration z zarządzania. Następnie studiował na George Washington University, gdzie w 1989 roku ukończył ekonomię, a w 1992 roku zdobył w tej dziedzinie tytuł doktora.
W 2010 roku został oficerem policji w Hallandale Beach. Przeszedł na emeryturę w 2021 roku. Pracował też jako zastępca nauczyciela, pracownik naukowy i pracownik działów finansowych, w tym w bankach i w Office of Management and Budget.

## Kariera polityczna
W młodości popierał Partię Republikańską, ale z czasem bardziej zaczął popierać Partię Libertariańską. W 2011 roku został jej członkiem.
W 2022 roku z ramienia Partii Libertariańskiej brał udział w wyborach uzupełniających do Izby Reprezentantów Stanów Zjednoczonych w dystrykcie 20. Florydy po śmierci kongresmena Alcee'a Hastingsa. Zdobył 395 głosów, co dało mu 0,7% wszystkich głosów.
Kandydował w prawyborach Partii Libertariańskiej przed wyborami prezydenckimi w 2024 roku.

## Życie prywatne
Ma żonę Nancy i dwójkę dzieci.